# Mabel Jones
Mabel Jones (* ca. 1865; † 1923 in Northampton, Northamptonshire) war eine schottisch-britische Ärztin und Suffragette.

## Leben
Nach ihrer Ausbildung in London zog Jones Mitte 1897 von Hull zusammen mit ihrer Kommilitonin Helen Boyle nach Brighton, um als erste weibliche Allgemeinärzte der Stadt zu arbeiten. 1899 gründeten sie die Lewes Road Dispensary for Women and Children, eine Hausarztpraxis in Roundhill Crescent. 1908 zog Jones nach Glasgow. 
Am 3. April 1914 brach die militante Suffragette Frances Gordon mit anderen in ein Herrenhaus in Lanarkshire ein, um es in Brand zu setzen. Der Anschlag misslang und Gordon wurde verhaftet, angeklagt und zu einem Jahr Haft verurteilt. Gordon wurde zur Verbüßung ihrer Haftstrafe ins Gefängnis von Perth überstellt. Sie trat dort in den Hungerstreik und wurde äußerst gewalttätig zwangsernährt. Sie wurde mit einer Nasensonde ernährt und bekam später dreimal täglich Injektionen in den Darm Am 3. Juli 1914 wurde Gordon stark geschwächt und krank nach dem sogenannten Cat and Mouse Act aus dem Gefängnis temporär entlassen und nach Glasgow gebracht. Dort wurde sie von Jones untersucht.
Die Glasgow Evening Times berichtete über den Fall und zitierte aus dem medizinischen Gutachten, das Jones erstellt hatte:

„„I saw her [Miss. Gordon] at midnight on July 3. Her appearance was appalling, like a famine victim: the skin brown, her face bones standing out, her eyes half shut, her voice a whisper, her hands quite cold, her pulse a thread, her wrist joints slightly swollen, stiff, and painful, the breath most offensive, and the contents of the bowel beyond control.“ Reduced to the nearest point of death possible. Such treatment is barbarous and it is performed by civilised men because of a political offence, on women. Is it possible for the race to fall any lower? I don't think so.“

„„Ich sah sie [Miss Gordon] am 3. Juli um Mitternacht. Ihr Aussehen war entsetzlich, wie das eines Hungeropfers: die Haut braun, die Gesichtsknochen standen hervor, die Augen halb geschlossen, die Stimme ein Flüstern, die Hände ganz kalt, der Puls ein Faden, die Handgelenke leicht geschwollen, steif und schmerzhaft, der Atem höchst unangenehm und der Darminhalt unkontrollierbar.“ Sie stand knapp vor dem Tod. Eine solche Behandlung ist barbarisch, und sie wird von zivilisierten Männern wegen eines politischen Vergehens an Frauen durchgeführt. Ist es möglich, dass die Menschheit noch tiefer fällt? Ich glaube nicht.“

Am 16. Juli 1914 stellten die Abgeordneten Hugh Cecil, John Pratt und Maurice Healy im Unterhaus Fragen zur Behandlung von Frances Gordon. Cecil fragte den damaligen Minister für Schottland, Thomas McKinnon Wood, ob er sich bei seiner Antwort ausschließlich von der Meinung des Gefängnisarztes, dessen Handeln infrage gestellt wird, leiten lasse oder ob er eine unabhängige Meinung eingeholt habe. Die Antwort war:

„I must be guided by the report of the medical officer who was responsible for this matter […] the reason [that these women prisoners have in all recent cases been sent to Perth prison] is that we have there doctors who are accustomed to deal with those cases and are thoroughly skilled […] I think the only thing I can add to what I have said already in the reply which dealt with most of the details of the woman's condition, is to say that she was able to walk to the cab and from the cab to the railway station, and in the railway train she was able to sit up and, as the doctor puts it, admire the scenery' “

„Ich muss mich auf den Bericht des für diese Angelegenheit zuständigen Arztes stützen […] Der Grund [dass diese weiblichen Gefangenen in allen Fällen der letzten Zeit in das Gefängnis von Perth geschickt wurden] ist, dass wir dort Ärzte haben, die es gewohnt sind, mit solchen Fällen umzugehen, und die gründlich ausgebildet sind […] Ich glaube, das Einzige, was ich zu dem, was ich bereits in der Antwort gesagt habe, die sich mit den meisten Einzelheiten des Zustands der Frau befasst hat, hinzufügen kann, ist, dass sie in der Lage war, zum Taxi und vom Taxi zum Bahnhof zu gehen, und im Zug konnte sie sich aufsetzen und, wie der Arzt sagt, die Landschaft bewundern.“

In ihrem Buch Martyrs in our Mydst bewertete die Historikerin Leah Leneman Jones’ Bericht:

„Comparing the [prison] medical officer’s daily reports with Frances Gordon’s story as related by Mabel Jones, it is clear that the later did indeed contained a good deal of distortion, but a far greater distortion was the version of the events provided by the medical officer and Chairman of the Prison Commission to the Scottish Office.“

„„Vergleicht man die Tagesrmeldungen des [Gefängnis-]Arztes mit Frances Gordons Geschichte, wie sie von Mabel Jones erzählt wurde, so wird deutlich, dass letztere in der Tat eine Menge Verzerrungen enthält, aber eine weitaus größere Verzerrung war die Version der Ereignisse, die der Arzt und der Vorsitzende der Gefängniskommission dem Scottish Office lieferten.““

Jones untersuchte und behandelte auch andere Suffragetten: Das Women's Library Archive besitzt ein gedrucktes Flugblatt über einen Besuch von Jones bei Emmeline Pankhurst in einer Zelle der Central Police Station im März 1914. Sie untersuchte auch die gynäkologischen Schäden, die durch die gewaltsame Anwendung der rektalen Ernährung bei Frances Parker entstanden waren und berichtete in den Rundbriefen der WSPU über weitere Fälle.
Es wird berichtet, dass Jones während des Ersten Weltkriegs entweder in Belgien arbeitete oder aber in Schottland belgische Verwundete versorgte. Sie wurde dafür mit der belgischen Koningin Elisabeth Medaille ausgezeichnet, die nach ihrem plötzlichen Tod bei ihrer Partnerin in Hove, Helen Boyle, verblieb.
Jones starb 1923 nach einem Sturz aus einem Zug in Northampton auf einer Fahrt zu einem Besuch bei ihrer Schwester in Bexhill.